# Isländische Staatsangehörigkeit

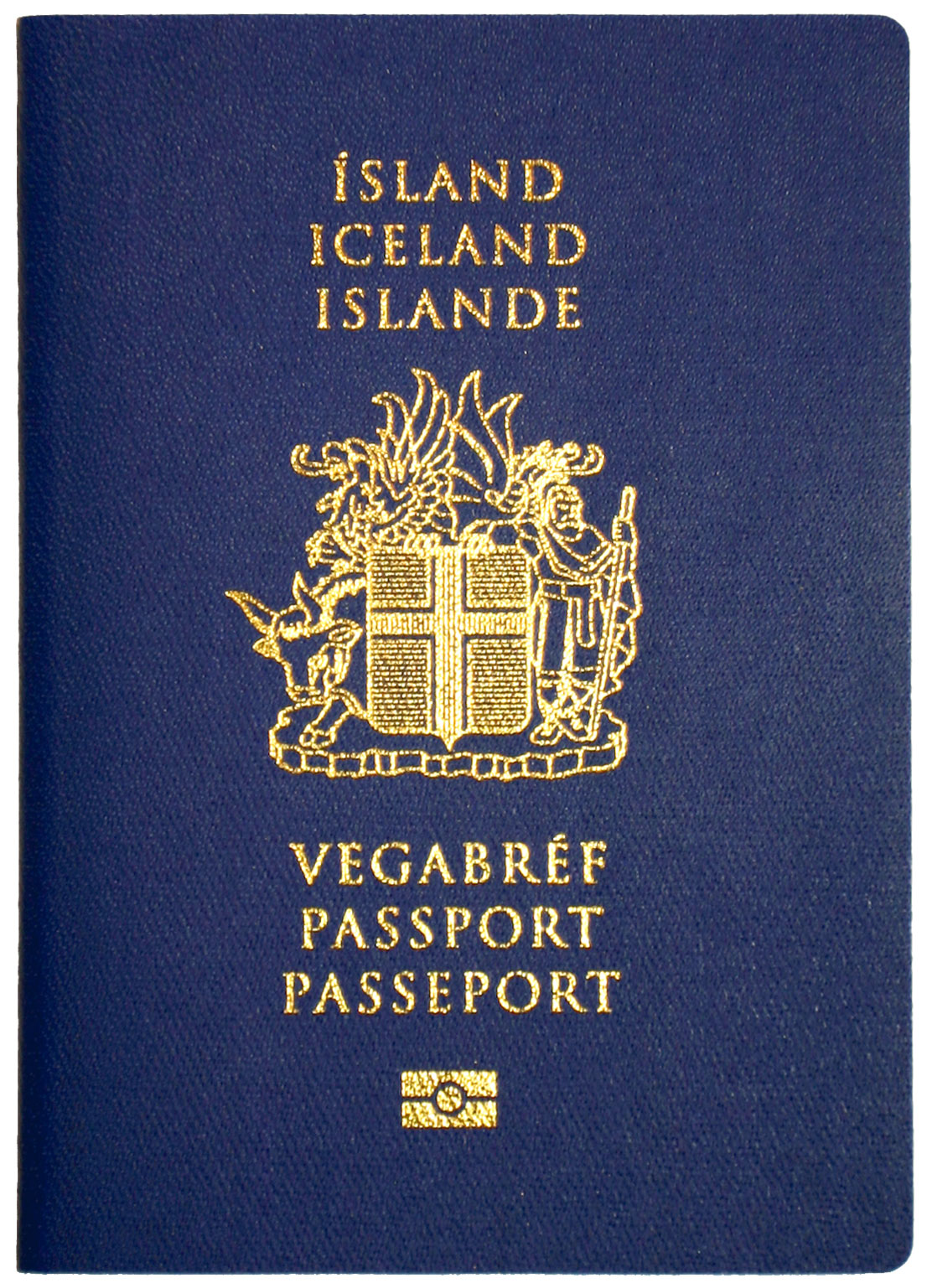
Isländischer Pass

Die isländische Staatsangehörigkeit (ríkisborgararétt) bestimmt die Zugehörigkeit einer Person zum Staatsverband Islands mit den zugehörigen Rechten und Pflichten. Bei der isländischen Staatsangehörigkeit steht das Abstammungsprinzip im Vordergrund. Die skandinavischen Länder haben sich seit dem ausgehenden 19. Jahrhundert immer wieder abgestimmt, sodass sich ihre Staatsangehörigkeitsgesetze ähneln.

## Historisches
Island war bis 1918 Reichsteil Dänemarks und danach als Königreich Island in Personalunion mit der dänischen Krone verbunden bis zur Unabhängigkeit 1944, die nach mehreren Jahren US-amerikanischer Besatzung erfolgte.
Aufgrund wirtschaftlicher Schwierigkeiten wanderte fast ein Fünftel der Bevölkerung zwischen 1871 und 1914 aus. Die meisten emigrierten in die USA. Im dänischen Staatsbürgerschaftsrecht galten die damals international üblichen Regeln des Doppelstaatlerverbots und der Familieneinheit, d. h. Frauen erhielten automatisch bei Heirat die Staatsbürgerschaft des Mannes. Die Wartezeit für Einbürgerung war drei, später fünf Jahre. Island übernahm die dänischen Bestimmungen 1919 praktisch unverändert. In dänischer Tradition werden Einbürgerungen durch Parlamentsbeschluss vollzogen. Island übernahm dieses Verfahren.
Familieneinheit erlaubte auch die nahtlose Integration der etwa 300 jungen Frauen, die man 1949/50 aus Deutschland zum Ausgleich des Frauenmangels und Verringerung der Inzucht in ländliche Regionen Islands importierte. Diese waren nach rassischen Gründen gezielt unter jungen, bevorzugt blonden, Frauen protestantischen Glauben mit Vertriebenenhintergrund in Norddeutschland angeworben worden.
Im Art. 4 des 2011-3 ausgearbeiteten Verfassungsentwurfs hätte der Schutz der Staatsangehörigkeit für Bürger Verfassungsrang erhalten sollen. Sie wurde aber nach dem Sieg der konservativen Opposition in den Wahlen 2013 nicht verabschiedet, obwohl der Entwurf in einer Volksabstimmung gut 68 % Zustimmung erhalten hatte.
Ausländerrecht und -kontrolle
Selbstverwaltend geworden verabschiedete man 1920 ein erstes Ausländerkontrollgesetz Lög um eftirlit með útlendingum. Geregelt wurde aber nur Einreisekontrolle und die Definition unerwünschter Personen. Etwas detaillierter war die Folgeregelung 1936. Das Gesetz wurde unter gleichlautendem Titel 1965 komplett neu gefasst. Die nächste umfassende Neuregelung erfolgte 2002 mit dem Lög um útlendinga. Ausländer, die ab Geburt Isländer gewesen waren, dürfen sich ohne Aufenthaltsgenehmigung unbegrenzt im Lande aufhalten.
Leiter der ersten Ausländerbehörde  Útlendingaeftirlitið wurde der Pilot Agnar Kofoed-Hansen (1915–82) als er 1939 im Alter von 24 Jahren zum Polizeichef der Hauptstadt ernannt wurde. Er ließ sich 1939/40 von Spezialisten der SS (RSHA) in den damals modernsten Methoden ausbilden. Deren Geist blieb die Behörde auch nach seinem Abschied 1947 treu. Die Ausländerbehörde war Teil des Geheimdienstes Eftirgrennslanadeild. Dessen Beamter Árni Sigurjónsson wurde später Leiter des Ausländeramtes. Juden und Kommunisten wurde in dieser Ära der Aufenthalt schwer gemacht. Alle Akten wurden 1976 verbrannt.

## Staatsangehörigkeitsgesetz 1952
Das erste eigentliche Staatsangehörigkeitsgesetz, Lög um íslenskan ríkisborgararétt, erging 1952. Es gilt in geänderter Form bis heute.
Die Änderung 1982 schuf Gleichberechtigung und hob die Benachteiligung unehelicher Kinder auf. Zugleich wurden Regeln zur Verhinderung von Staatenlosigkeit gestärkt.
Alle Isländer und ansässigen Ausländer erhalten eine eindeutige Personenkennziffer (kennitala) die seit 2002 vom zentralen Zivilregister (Þjóðskrá Íslands) kostenpflichtig vergeben wird. Dieses Amt entstand aus der Vereinigung des alten Nationalregisters Þjóðskrár mit dem Landregister (Fasteignaskrár, Grundbuchamt).

### Erwerb
Durch Geburt
- Kinder einer isländischen Mutter
- Kinder eines isländischen Vaters, der mit der (ausländischen) Mutter verheiratet und am Tag der Zeugung nicht von ihr getrennt lebend war
- in Island gefundene Findelkinder[11]
- in Island geborene Kinder einer ausländischen Mutter, wenn die Vaterschaft eines Isländers anerkannt oder festgestellt wurde[12]
- im Ausland geborene Isländer können im heimischen Zentralregister angemeldet werden

Die künstliche Befruchtung ist seit 2010 der natürlichen Zeugung gleichgestellt.
Abstammung
Im Ausland geborene Kinder isländischer Eltern(teile), verlieren ihre isländische Staatsangehörigkeit automatisch mit dem 22. Geburtstag sofern sie nie in Island gelebt hatten. Vorstehendes gilt nicht, wenn dadurch Staatenlosigkeit eintreten würde.
Im Inland von Isländern adoptierte Kinder, die nicht älter als 12 sind, werden durch die Adoption Isländer. Auslandsadoptionen sind gleichgestellt, wenn sie vorab durch die zuständige isländische Behörde genehmigt worden sind.
Heiraten Paare mit isländischem Vater, die schon voreheliche gemeinsame Kinder haben, so werden diese ab dem Tag der Heirat Isländer, vorausgesetzt sie sind selbst noch unverheiratet und minderjährig.

#### Einbürgerung
Zuständigkeit
Der Althing kann per Einzelgesetz die Staatsbürgerschaft verleihen, was bis 1998 häufiger war. Üblicherweise wird zwei Mal jährlich eine Namensliste zur Abstimmung vorgelegt. Das Parlament ist für die Verleihungen an keine Vorgaben gebunden. Ausdrücklich betont wird, dass ein Antragsteller auch wenn sämtliche gesetzlichen Voraussetzungen erfüllt sind keinen Anspruch auf Einbürgerung hat. In der Regel erfolgen Einbürgerungen heute vor allem auf dem Verwaltungsweg.
Die Ausländerbehörde hieß bis 2002 Útlendingaeftirlitið, 1999 war sie aus der Polizei ausgegliedert worden. Zuständig blieb bis 2002 noch das Justizministerium, da es in Island keine Trennung von innerer Sicherheit (Polizei, Geheimdienst) und Justiz gibt. Als man 2002 dem Schengen-Raum beitrat erging ein neues Ausländergesetz. Zugleich erfolgte die Umbenennung in Útlendingastofnun. Mit dieser finanziell und personell gut ausgestattete Dienststelle, die auch Aufenthaltserlaubnisse und Asylverfahren bearbeitet gibt es Probleme hinsichtlich Rechtsstaatlichkeit. Das Verfahren läuft extrem schleppend. Man hat die Anwendung gewisser Abschnitte des Verwaltungsverfahrensgesetzes, die den Antragsteller begünstigen, ausgeschlossen. Weder muss der Antragsteller beraten werden, das Verfahren zügig geführt werden, noch gibt es ein Anhörungsrecht. Die Behörde muss Entscheidungen auch nicht begründen. Ab 2014 wurde das Widerspruchsrecht gestärkt, zugleich erhielt das Amt größere Unabhängigkeit vom nun vorgesetzten Innenministerium.
Falschangaben können mit bis zu einem Jahr Haft bestraft werden.
Bedingungen
- Aufenthaltsfristen unmittelbar vor Antragstellung:[17]
  - 7 Jahre Aufenthalt in Island, oder
  - 4 Jahre wenn Bürger der nordischen Union
  - nach 3 Jahren Ehe/Lebensgemeinschaft mit einem isländischen Partner,[18] oder
  - 2 Jahre für Kinder mit einem isländischen Elternteil[18]
- Identitätsnachweis in Form einer Geburtsurkunde und Ausweisdokument
- seit 2007: Arbeitsfähigkeit und Nachweis legalen Lebensunterhalts und der vollständigen Steuerzahlung
- keine Insolvenz oder erfolglose Pfändung in den letzten drei Jahren, kein Bezug von Sozialleistungen in den letzten drei Jahren
- „Guter Charakter,“ nachzuweisen durch zwei Referenzen isländischer Bürger.
- Vorstrafen im In- oder Ausland verlängern die Wartefrist gemäß Verjährungstabelle.[19] In jedem Fall wird eine Stellungnahme der Wohnorts-Polizeidienststelle und des Staatsschutzes eingeholt.
- seit 2009:[20] Bestehen einer Sprachprüfung[21] nach Besuch eines 60–240-stündigen Vorbereitungskurses (ausgenommen sind Grundschüler, Personen über 65 oder Behinderte) bzw. Nachweis ausreichender Sprachkenntnisse.

Seit 2012 ist eine seit mindestens fünf Jahren bestehende nicht-eheliche Lebensgemeinschaft der Ehe gleichgestellt. Eingebürgerte unterliegen ausdrücklich den Vorschriften über Isländische Namen. Bis 1996 musste sogar jeder Eingebürgerte einen Namen im isländischen Stil annehmen.
Einbürgerungen werden am Tage der Ausfertigung der entsprechenden Urkunde gültig.

#### Anmeldung zur Staatsangehörigkeit
Die „Anmeldung zur Staatsangehörigkeit“ ist ein antragsgebundenes vereinfachtes Einbürgerungsverfahren. Angewendet wird es bei:
- Wiedereinbürgerung für ehemalige Isländer.
- Staatsangehörigen der nordischen Union, die mindestens 7 Jahre in Island gelebt haben.
- im Ausland von Isländern adoptierte Kinder[24]
- Kinder isländischer Mütter mit ausländischen Vätern, die zwischen 1. Juli 1964 und 30. Juni 1982 geboren wurden.
- seit 1998: bei Auslandsgeburten für Kinder mit isländischem Vater, die nicht durch Abstammung Isländer sind. Den Antrag hat der isländische Vater vor dem 18. Geburtstag des Kindes zu stellen. Jugendliche ab 12 Jahren werden dazu angehört.
- Ausländische Kinder zwischen 18 und 22 Jahren, die seit ihrem 11. Lebensjahr dauerhaft in Island gelebt haben.
- bei Antragstellung vor 1. Juli 2016: rückwirkend diejenigen Auslandsisländer, die nach §7 i. d. F. 1952 ihre Staatsangehörigkeit wegen Auslandsaufenthalts verloren hatten.

### Doppelte Staatsbürgerschaft
Die doppelte Staatsbürgerschaft blieb bis 2003 verboten.
Sie ist nun zulässig, wenn:
- ein Isländer, der vor seinem 22. Geburtstag die Aufenthaltserfordernis nach §8 des Staatsangehörigkeitsgesetzes erfüllt hatte und die Staatsangehörigkeit eines Landes erwirbt, das doppelte Staatsbürgerschaft erlaubt.
- ein ehemaliger Isländer im Lande ansässig ist (gem. §8) und seine isländische Staatsangehörigkeit durch Erwerb einer fremden verloren hatte. Dies galt jedoch nur auf Antrag und nur wenn dieser vor 1. Juli 2007 gestellt wurde.

Die Aufgabe anderer Staatsangehörigkeiten bei Annahme der isländischen wird nicht mehr verlangt.

### Entlassung
Entlassung auf Antrag kann erfolgen, wenn eine andere Staatsbürgerschaft erworben werden soll (seit 2003 nur sofern das annehmende Land doppelte Staatsbürgerschaft verbietet) und der Antragsteller in Island lebt. Sie muss genehmigt werden, wenn er einen Auslandswohnsitz hat, aber nur dann wenn keine Staatenlosigkeit eintreten würde.

### Gebühren und Statistik
Für Volljährige kostet ein Einbürgerungsantrag, Stand 2021, 25.000 iKr (€ 163). Anträge auf Registrierung bei Auslandsadoption, vor 1982 im Ausland geborene uneheliche Kinder usw. 12.500 iKr. 2013 lagen die Gebühren noch bei 15.000 resp. 7.500 iKr (damals 87 resp. 43 €). Entlassungs- und Beibehaltungserlaubnisse sind gebührenfrei.
Der Ausländeranteil stieg von 2 % im Jahre 1996 auf 8,1 % vor Islands Finanzkrise 2008. Unter den nicht-skandinavischen Europäern stellen Polen den größten Anteil. 2016 hatten knapp 11 % der Bewohner einen Geburtsort außerhalb Islands.

Nach Herkunftsländern aufgeschlüsselt waren die Anteile der Eingebürgerten 2000–2016: Polen 20 %, Philippinen 11 %, Thailand 7 %, Vietnam 4 %, USA 4 %, Serbien 4 %, Russland 3 % und Dänemark 2 %.
Von 2000 bis 2015 wurden 10.229 Einbürgerungen genehmigt. Davon waren rund ein Viertel automatisch mit eingebürgerte minderjährige Kinder. Die Quote der Neubürger, die dies im vereinfachten Anmeldungsverfahren wurden, fluktuierte über die Jahre zwischen 5 und 11 %. Genaue Daten über Ablehnungen werden nicht erhoben, sollen aber um 20 Prozent liegen, wobei hier am häufigsten als Grund mangelnder „guter Charakter“ wegen Vorstrafen im Straßenverkehr genannt wird. Oft gibt es auch Unstimmigkeiten bei der Berechnung der Aufenthaltsfrist, da eine Statusänderung zur Nichtanrechnung von Zeiten führen kann.
Von 2000 bis zum 30. Juni 2017 wurden dem Parlament 1259 Einbürgerungsanträge zur Entscheidung vorgelegt. Rund die Hälfte wurde abgelehnt. Dabei ist zu bedenken, dass auf diesem Wege oft die zweifelhafteren Fälle eingereicht werden.